# سانتیاگو ایدیگوراس
سانتیاگو ایدیگوراس (انگلیسی: Santiago Idígoras؛ زادهٔ ۲۴ ژوئن ۱۹۵۳) بازیکن فوتبال اهل اسپانیا است.
از باشگاه‌هایی که در آن بازی کرده‌است می‌توان به باشگاه فوتبال دپورتیوو آلاوس، باشگاه فوتبال رئال سوسیداد، و باشگاه فوتبال والنسیا اشاره کرد.
وی همچنین در تیم‌های ملی فوتبال Spain national amateur football team، زیر ۲۱ سال اسپانیا، و اسپانیا بازی کرده‌است.